# Gabriel Bibron
Gabriel Bibron est un zoologiste français, né le 20 octobre 1805 à Paris et mort le 27 mars 1848 à Saint-Alban-les-Eaux.

## Biographie
Fils d'un employé du Muséum national d'histoire naturelle, il reçoit très tôt une bonne formation en histoire naturelle et est employé pour constituer des collections de vertébrés en Italie et en Sicile.
En avril 1826, il se marie avec Louise Rousseau.
En 1829, il entre dans la section des sciences physiques (naturelles) de l'expédition scientifique de Morée dirigée par le naturaliste Jean-Baptiste Bory de Saint-Vincent et participe ainsi à l'exploration du Péloponnèse en Grèce.
Il rencontre en 1832 André Marie Constant Duméril dont il va devenir l'assistant. Il collabore notamment au traité de Duméril, Erpétologie générale (1834-1854). Il l'assiste également dans ses enseignements. Il rencontre de nombreux collègues étrangers, dont Thomas Bell et John Edward Gray.
Duméril se consacre principalement à la constitution des genres, laissant à Bibron la création des espèces.
En février 1842, il se remarie avec Jeanne Belloc, sœur du peintre Jean-Hilaire Belloc.
Atteint de tuberculose, il abandonne ses fonctions en 1845 et se retire à Saint-Alban où il meurt à l'âge de 42 ans.

## Sources
- Jean Lescure et Bernard Le Garff, L'étymologie des noms d'amphibiens et de reptiles d'Europe, Paris, Belin, coll. « Éveil nature », 2006, 207 p. (ISBN 978-2-701-14142-8, OCLC 165085146, BNF 40110787)
- Geoffroy Saint-Hilaire père et fils, Bibron, Deshayes et Bory de Saint-Vincent, Vertébrés, Mollusques et Polypiers (1832) in L'expédition scientifique de Morée. Section des sciences physiques (Tome III, Première Partie : Zoologie, Première section), Ministère de l'éducation nationale, France. Commission scientifique de Morée, F.G. Levrault, Paris, 1832-1836.